# Pied Piper (Donovan)
Pied Piper è il ventesimo album in studio (il venticinquesimo in totale) del cantautore scozzese Donovan, pubblicato nel 2002. L'album contiene registrazioni risalenti al 1971.

## Tracce
1. I Love My Shirt – 3:31
2. Happiness Runs – 4:42
3. Sun Magic – 3:46
4. People Call Me Pied Piper – 4:21
5. Little Boy in Corduroy – 3:39
6. Colours – 3:18
7. Jackie Beanstalk – 6:24
8. A Funny Man – 2:01
9. Mandolin Man and His Secret – 3:50
10. Nature Friends – 1:16
11. Wynken, Blynken, and Nod – 3:26
12. Little Teddy Bear – 3:00
13. Voyage of the Moon – 5:50